# John Nathan-Turner
Pour les articles homonymes, voir Turner.
John Nathan-Turner est un producteur de télévision britannique né le 12 août 1947 à Birmingham et décédé le 1er mai 2002 à Brighton. Il est connu pour avoir été le producteur de la série Doctor Who à être resté le plus longtemps en poste sur la série (de 1980 à 1989).

## Enfance
Né à Birmingham sous le nom de John Turner il adoptera plus tard, le nom de scène de John Nathan-Turner afin de se distinguer de l'acteur du même nom. Il fait ses classes au King Edward VI Aston School de Birmingham et s'intéresse très tôt au monde du théâtre. Après ses études, il travaille comme assistant manager et joue au Alexandra Theatre de Birmingham

## Carrière

### Début de carrière
Dans les années 1960 il rejoint la BBC en tant qu'assistant de plateau  et commence par travailler sur la série Doctor Who en 1969 à l'époque où celle-ci était filmée dans les Studios de Lime Grove. Son premier travail fut sur l'épisode « The Space Pirates » en 1969 où il fut crédité sous le nom de John Nathan.
Il part travailler sur différentes séries notamment sur The Pallisers et All Creatures Great and Small puis revient ensuite sur la série Doctor Who en tant qu'assistant de production durant l'époque où Graham Williams était producteur de 1977 à 1979.

### Doctor Who
À la fin de l'année 1979, il accepte de devenir le producteur de la série Doctor Who pour la saison 18 qui se trouve être la dernière dans laquelle Tom Baker incarne le rôle du Docteur. Il a par conséquent connu quatre acteurs différents pour la série, Tom Baker, puis Peter Davison (entre 1981 et 1984), Colin Baker (1984 – 1986) et Sylvester McCoy (1987 – 1989). Alors peu expérimenté dans le rôle de producteur, il fut assisté durant sa première saison de production par l'ancien producteur Barry Letts en tant que producteur exécutif.
Son arrivée dans la série provoqua un virage créatif, il trouvait que le public ne prenait plus la série au sérieux et que Tom Baker avait tendance à imposer son point de vue. Avec le script-éditor (sorte de superviseur des scénarios au sein d'une série) Christopher H. Bidmead, ils décident de mettre un peu plus la bride sur les volontés de l'acteur principal. Il redonne aussi un coup de jeune à la série en offrant une nouvelle orchestration au thème de la série et un tout nouveau générique. Le costume du Docteur, change aussi à cette occasion.
N'ayant aucune expérience dans le domaine de l'écriture de scénario, durant son époque en tant que producteur, les script-éditors furent les principaux artisans de la voie que devait suivre la série. L'une des volontés de Nathan-Turner fut de réintroduire le Maître et c'est Bidmead qui s'en charge dans une trilogie à cheval sur la dix-huitième et la dix-neuvième saison et introduisant le 5e Docteur joué par Peter Davison. Bidmead quitte la série à l'issue de ces épisodes et est remplacé brièvement par Antony Root puis par Eric Saward pour une longue durée. À partir de la saison 19 et de l'épisode « Earthshock » la série voit le retour d'anciens méchants ainsi que d'anciens personnages de la série : Les Cybermen, Omega, La Mara, Le Gardien Noir et le Brigadier.
L'arrivée de Nathan-Turner à la production coïncide aussi avec l'accroissement du nombre de fans aux États-Unis, la série étant diffusée sur le Public Broadcasting Service. De plus, si l'audience descend, la série commence à connaître un phénomène de culte, avec des conventions, des fans clubs et des publications comme le Doctor Who Magazine. Nathan-Turner est l'un des premiers à leur accorder de l'importance, en discutant avec eux ou en leur donnant des infos en avant première.
Afin d'attirer du public, Nathan-Turner commence à engager des acteurs connus du monde de la télévision pour jouer les rôles secondaires (entre autres Christopher Gable, Honor Blackman ou Richard Briers). Il demande aussi supprimer le « tournevis sonique » gadget dont il trouve qu'il s'agit d'une facilité scénaristique, ce qui est fait dans l'épisode « The Visitation. »
Durant la dix-neuvième saison, la série passe d'une diffusion régulière le samedi à une diffusion plus risquée, en semaine. Nathan-Turner tente de lancer le pilote d'une série dérivée K-9 and Company avec les anciens compagnons du Docteur K-9 et Sarah Jane Smith qui est un échec. Il tente aussi de changer la forme usuelle du vaisseau du Docteur, le TARDIS durant un épisode, « Attack of the Cybermen » et change l'intérieur du vaisseau.
Toutefois, la série n'était plus perçue favorablement par la BBC, et avec l'arrivée de Colin Baker lors de la vingt-deuxième saison en 1985, ceux-ci trouvent Doctor Who trop violent. La série est mise en hiatus entre mars 1985 et septembre 1986, amorçant une campagne de protestation de la part des fans assez violente. Après la tentative de remonter l'intérêt de la série avec une saison entière consacrée à une seule histoire, l'audience n'est pas au rendez-vous et les problèmes internes à la production se multiplient : Eric Saward fini par claquer la porte, Robert Holmes meurt et la BBC demande le départ de Colin Baker.
Durant les saisons 23 à 26 de la série, John Nathan-Turner tente plusieurs fois de partir de la série, mais la BBC le force à renouveler son contrat à chaque fois. L'arrivée de Sylvester McCoy et d'un nouveau script-éditor Andrew Cartmel relance la série vers une voie plus mystérieuse avec un Docteur bien plus manipulateur et une écriture plus jeune. L'audience n'est pas au rendez-vous malgré un succès critique de la part des fans. En septembre 1989, la BBC annonce à Nathan-Turner que la série ne sera pas renouvelée et celle-ci s'achève après la dernière partie de « Survival » le 6 décembre 1989. Nathan-Turner reste officiellement producteur de Doctor Who jusqu'à son départ de la BBC le 31 août 1990 afin de fonder sa propre compagnie, Teynham Productions.

### Carrière post-Doctor Who
Toujours passionné par la série dont il fut le producteur, Nathan-Turner produit des documentaires autour des anciennes saisons de Doctor Who pour le marché de la VHS. Il permet aussi à un épisode dont le tournage ne fut pas complété, Shada de voir le jour dans une version racontée par Tom Baker.
Il co-écrit et réalise l'épisode spécial pour les 30 ans de la série « Dimensions in Time » Sa dernière contribution à la série sera une apparition en 2001 pour la sortie DVD de « Resurrection of the Daleks.»

## Vie Privée
Grand buveur et fumeur, Nathan-Turner était en mauvaise santé sur la fin de sa vie. Il est mort d'insuffisance hépatocellulaire en 2002. Ouvertement homosexuel Nathan-Turner était en couple avec son partenaire Gary Downie, qui fut manager de production sur Doctor Who. Celui-ci lui survivra jusqu'au 19 janvier 2006.
En 2013, onze après sa mort, un livre, The Life and Scandalous Times of John Nathan-Turner, par Richard Marson affirme que John Nathan-Turner et Gary Downie avait tendance à harceler sexuellement d'autres homosexuels du milieu. Marson parle de prédation sur des adolescents fans de la série.

## Crédit d'auteurs
- (en) Cet article est partiellement ou en totalité issu de l’article de Wikipédia en anglais intitulé « John Nathan-Turner » (voir la liste des auteurs).